# مورتن یوئنسن
مورتن یوئنسن (دانمارکی: Morten Jørgensen؛ زادهٔ ۲۳ ژوئن ۱۹۸۵) قایقران روئینگ اهل دانمارک است.